# Pomerode
Pomerode – miasto w południowo-wschodniej Brazylii, w stanie Santa Catarina, niedaleko miasta Blumenau. W 2010 roku liczyło 27,8 tys. mieszkańców.

## Historia i język
Pomerode zostało założone w 1861 roku przez Niemców z Pomorza i dziś uznawane jest za najbardziej niemieckie ze wszystkich miast w południowej Brazylii.
W 2000 roku w Pomerode oddano do użytku kopię ceglanej bramy portu morskiego w Szczecinie. Jest to symbol pamięci mieszkańców Pomerode o Pomorzu i jego stolicy, Szczecinie.
Dialekt pomorski języka niemieckiego, który mimo zakazu używania go za prezydentury Getúlio Vargasa, jest obecnie nadal najczęściej słyszanym językiem w Pomerode, a także w Santa Maria de Jetibá w stanie Espírito Santo.
Dziś język niemiecki jest częścią programu w miejscowych szkołach i jest mocno promowany przez lokalne władze.
Mieszkańcy Pomerode są często dwujęzyczni, znając niemiecki, portugalski, a także miejscowy dialekt: Riograndenser Hunsrückisch.

## Turystyka i gospodarka
W mieście kładziony jest duży nacisk na rozwój turystyczny. Pobliskie Blumenau będące dobrze rozwiniętym ośrodkiem turystyczny przyciąga corocznie gości na tamtejszy festiwal Oktoberfest, który jest drugim co do wielkości festiwalem tego typu na świecie.
Siłą rzeczy tak wielki ośrodek turystyczny jak Blumenau wpływa pozytywnie na przemysł turystyczny o wiele mniejszego Pomerode oddalonego jedynie 30 kilometrów.
W mieście działa dobrze rozwinięty przemysł nowoczesnych technologii i mechaniczny. W mieście wyrabia się ręcznie ubrania oraz galanterię skórzaną.
Pomerode utrzymuje kontakty partnerskie z miastem Greifswald w Niemczech.